# Јаков Седлар
Јаков Седлар (Сплит, 6. новембар 1952) је хрватски редитељ и продуцент. Познат је по својим ревизионистичким играним и документарним филмовима.

## Биографија
У младости се бавио ватерполом. Студирао је Филозофски факултет и Академију за казалиште, филм и телевизију у Загребу. Прво је режирао у позоришту. На себе је пажњу скренуо документарним филмом Јесте ли били у Загребу, господине Лимијер. Од увођења вишестраначја у Хрватској, Седлар је постао прорежимски јавни радник близак са владајућом странком ХДЗ. Од 1992. до 1996. био је управник Драме ХНК у Загребу. Његов играни првенац био је филм Госпа о наводном указању Девице Марије у Међугорју. Филм је био снимљен у америчкој копродукцији са Мартином Шином у главној улози.
Следећи значајнији Седларов филм Четвероред, по роману Ивана Аралице о припадницима војске поражене НДХ које су убијали партизани био је најскупљи хрватски филм током 1990-их.
Поред играних филмова, Седлар је аутор и неколико биографских филмова о Фрањи Туђману, Алојзију Степинцу и Анти Павелићу. Седларов документарни филм Јасеновац — истина из 2016. био је покушај да се негирају ратни злочини које су усташе починиле у логору Јасеновац. У филму је откривено неколико историјских фалсификата. Антифашистичка лига Хрватске је због овога против Седлара поднела кривичну пријаву због подстицања на насиље и мржњу.